# Кузнецов, Лев Леонтьевич
Лев Леонтьевич Кузнецов (30 июня 1944 — 5 июля 2008) — советский и российский оперный певец (тенор), музыкальный педагог. Лауреат международных и всесоюзных музыкальных конкурсов. Народный артист Российской Федерации (1995). Солист Большого театра.  

## Биография
Лев Леонтьевич Кузнецов родился 30 июня 1944 года в городе Воронеже в семье артистов Воронежского театра музыкальной комедии. С семи лет поступил учиться в Московскую Центральную музыкальную школу, где начал обучаться музыкальной грамоте и игре на фортепиано. 
В 1975 году завершил обучение в Государственном музыкально-педагогическом институте имени Гнесиных, обучение проходил в класс Г. Г. Адена. С 1969 по 1971 годы работал на Всесоюзном радио и Центральном телевидение, солистом. С 1972 по 1976 годы работал солистом Московской филармонии. С 1976 по 2005 годы, большая часть его музыкальной жизни была связана с Большим театром. Вел концертную деятельность. 
В репертуаре Льва Леонтьевича: партии Ленского, Андрея, Германа («Евгений Онегин», «Пиковая дама», «Мазепа», «Опричник» Петр Чайковский), Владимира Игоревича («Князь Игорь» Александр Бородин), Дон Жуана, Князя («Каменный гость», «Русалка» Александр Даргомыжский), Самозванца («Борис Годунов» Модест Мусоргский) и другие. Артист провёл много выездных гастролей с труппой Большого театра. Бывал во многих города страны, а также в Европе, США, Марокко, Иордании, Австралии. Имел собственные авторские контракты за рубежом, где исполнял главные теноровых партии в операх Джузеппе Верди, Пьетро Масканьи, Жоржа Бизе, Джакомо Пуччини.
С 1995 года преподавал музыкальное творчество в Специализированном музыкальном институте искусств для инвалидов. В 1997 году стал работать преподавателем в Государственной классической академии имени Маймонида.
Проживал в Москве. Умер 5 июля 2008 года. Прощание и кремация состоялись 7 июля на Николо-Архангельском кладбище. 

## Награды и звания
- 1987 — «Заслуженный артист РСФСР».
- 1995 — «Народный артист Российской Федерации».
- 1973 - диплом Всесоюзного конкурса вокалистов имени М. И. Глинки.
- 1974 - IV премия Международного конкурса имени Р. Шумана в Цвиккау.